# 刺田比古神社

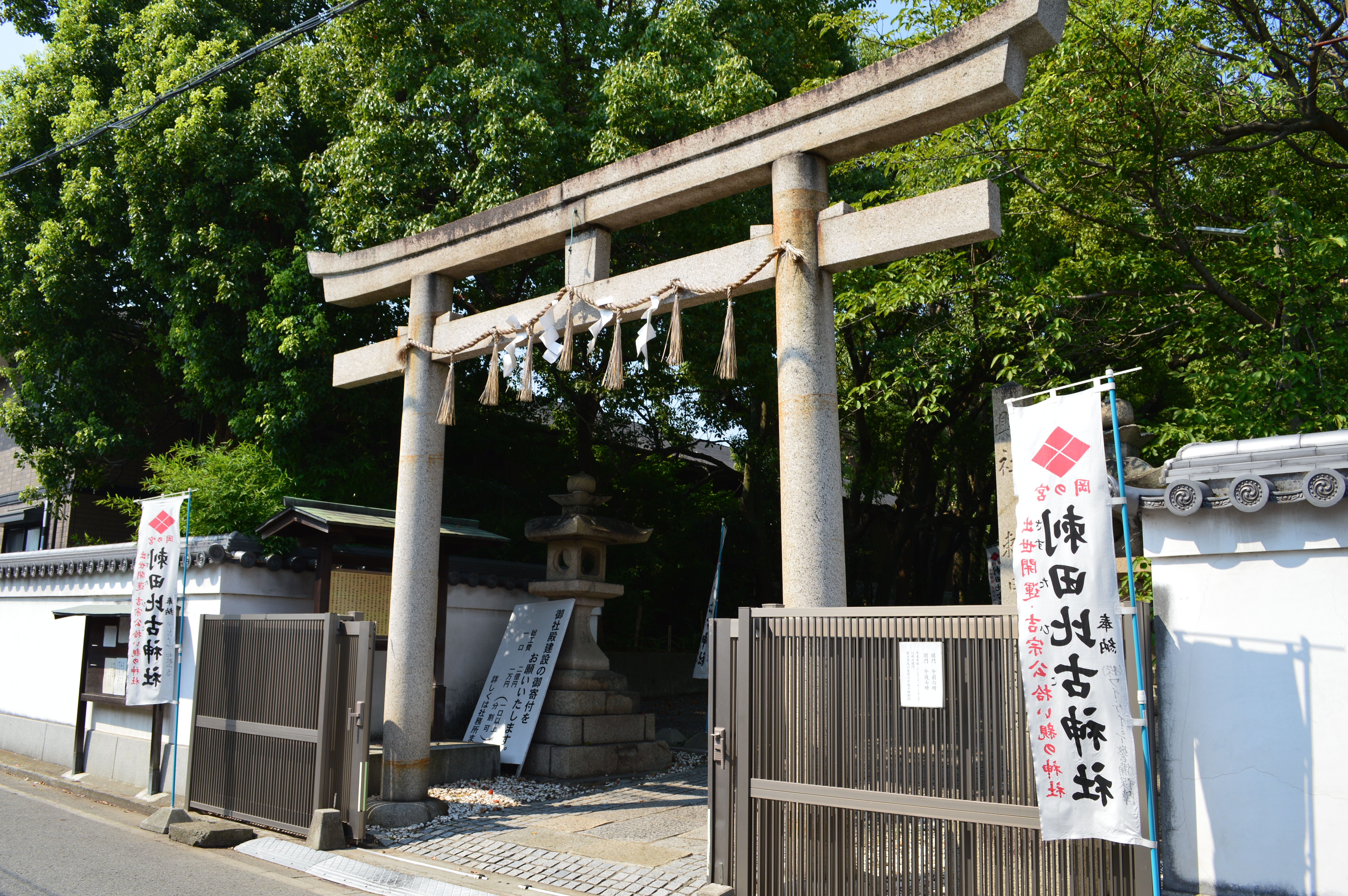
鳥居

刺田比古神社（さすたひこじんじゃ）は、和歌山県和歌山市片岡町にある神社。式内社で、旧社格は県社。
「岡の宮」の通称があるほか、「吉宗公拾い親神社」を称する。

## 祭神
| 道臣命（左）・大伴狭手彦（右）いずれも『前賢故実』より。道臣命は大伴氏祖、大伴狭手彦は道臣命十世孫。 |  | 道臣命（左）・大伴狭手彦（右）いずれも『前賢故実』より。道臣命は大伴氏祖、大伴狭手彦は道臣命十世孫。 |
| 道臣命（左）・大伴狭手彦（右）いずれも『前賢故実』より。道臣命は大伴氏祖、大伴狭手彦は道臣命十世孫。 |  | |

主祭神は次の2柱。
- 道臣命 （みちおみのみこと）
大伴氏祖。『古事記』によると、神武天皇の東征において先鋒を務めたという。
- 大伴佐氐比古命 （おおとものさでひこのみこと）
『日本書紀』では「狭手彦」と表記。大伴金村の子で、『新撰姓氏録』によると道臣命十世孫とされる。朝鮮半島に派遣され武功を挙げたという。

### 祭神について
刺田比古神社は数々の兵乱により古文書・宝物等を失っているため、古来の祭神は明らかとなっていない。『紀伊続風土記』（江戸時代の紀伊国地誌）神社考定之部では刺国大神・大国主神とされており、明治に入って変更があったと見られている。社名は古くから「九頭明神」とも称されたと言い、『紀伊続風土記』所収の「寛永記」や天正17年（1589年）の棟札に「国津大明神」、慶安3年（1650年）の石燈籠に「九頭大明神」、延宝6年（1678年）の棟札に「国津神社」ともある。以上から、この「九頭」は「国主」の仮字であり、本来は地主の神とする見解がある。神社側の考察では、祭神さえもわからないほど荒廃した刺田比古神社を氏子が再興した際、氏子が「国を守る神」の意で「国主神社」としたとして、また大国主命を祭神とする伝承も生まれたとしている。
一方本居宣長による説では、刺田比古神を『古事記』の出雲神話における「刺国大神」と推定している。刺国大神は『古事記』によると、大国主神を産んだ刺国若比売の父神で、大国主の外祖父にあたる神である。そして『紀伊続風土記』では、刺国若比売を「若浦（和歌浦）」の地名によるとし、大国主神が八十神による迫害で紀伊に至ったこととの関連を指摘している。そのほか「さすたひこ」の音から、刺田比古神を猿田彦神や狭手彦神と見る説もある。
「刺田比古」を記す資料としては唯一、『甲斐国一之宮 浅間神社誌』に収録される「古屋家家譜」が知られる。「古屋家家譜」では道臣命の父を刺田比古命とし、道臣命については「生紀伊国名草郡片岡之地」と伝える。この記載から刺田比古神社側では、本来は祖先神としてこの刺田比古命を祀ったものと推測している。
「古屋家家譜」は1979年に初めて公開されたため広く知られていないが、研究者の評価は高い。田中卓は従来の大伴氏系図が「むしろこの家譜によって訂正、或いは補充される箇所が少なくない」とし、溝口睦子も「古態を留めたきわめて資料的価値の高いものである」と評価している。従来の大伴氏系図としては『続群書類従』掲載の「大伴氏系図」が知られるが、大伴長徳の子を古麻呂とするなど誤りが多く、近年では「古屋家家譜」を採用するものが多く見られる。

## 歴史

### 創建
社伝では、道臣命十世孫の大伴佐氐比古命が功により当地「岡の里」を授かり、命の後も代々治めたとする。その後、二十世孫の大伴武持が当地に住むにあたってこの地に祖神を祀ったのが創祀といい、里人はそれを「国主ノ神」「大国主神」として祀ったという。
刺田比古神社側では、境内にある「岡の里古墳」という古墳を大伴氏の墓と見るほか、『続日本紀』巻30にある「名草郡片岡里」から出た大伴部の記載から、当地と大伴氏との関係の深さを指摘している。

### 概史
延長5年（927年）成立の『延喜式』神名帳では紀伊国名草郡に「刺田比古神社」と記載され、式内社に列している。また、『紀伊国神名帳』には「従四位上（または従五位上） 刺田比古神」の記載がある。
由緒自体は、古文書等の焼失により不明な部分が多い。社伝によると、大伴武持二十八世孫の岡本武秀が初めて岡山城（現・和歌山市）を築くにあたって、神田を寄付し城の氏神として崇敬したという。その後は、南北朝時代の争乱等で荒廃していた。
『紀伊続風土記』によると、嘉吉年間（1441年-1443年）に氏子が再興したという。そして天正13年（1585年）には羽柴氏の入国によって社領が没収されたが、和歌山城代の桑山重晴が社殿を修復した。豊臣秀吉は和歌山城を築く際にその鎮護の神として刺田比古神社を重要視したとされる。
江戸時代には、徳川頼宣は和歌山城鎮護の神として神社を再興した。また、徳川吉宗は刺田比古神社を産土神として崇め、正徳2年（1712年）に神田10石を寄進した。文禄3年（1594年）には境内が現在地に移され、元禄12年（1699年）に卜部兼敬によって式内社「刺田比古神社」に比定されている。
享保14年（1729年）には名草郡田尻村200石が寄進された。また国家安泰の祈願社とされ、年に1万度の国家安泰の祓を命ぜられたという。寛永3年（1626年）から寛文13年（1673年）までは松生院が別当寺であった。
明治に入り、明治6年（1873年）4月に近代社格制度において県社に列した。その後、太平洋戦争の戦災により社殿・宝物・古記録を焼失している。

### 神階
- 従四位上 （『紀伊国神名帳』） - 表記は「刺田比古神」。写本によっては従五位上と記す。

### 神職
豊臣秀吉が和歌山城を築く際、大伴氏後裔の岡本左介を社司としたという。また、桑山重晴による修造では、岡本家長が神官とされた。
以後は岡本家が代々刺田比古神社の神官を務め、岡本長諄が徳川吉宗の仮親を務めたり、岡本長刻以後は代々3年に1度将軍に拝謁する等を経て、現在に至っている。

## 境内

### 社殿
境内は昭和20年の戦災で焼失したため、のちに復興したものである。文化8年（1811年）の『紀伊国名所図会』には名所の冒頭に刺田比古神社が紹介され、当時の境内が描かれている。

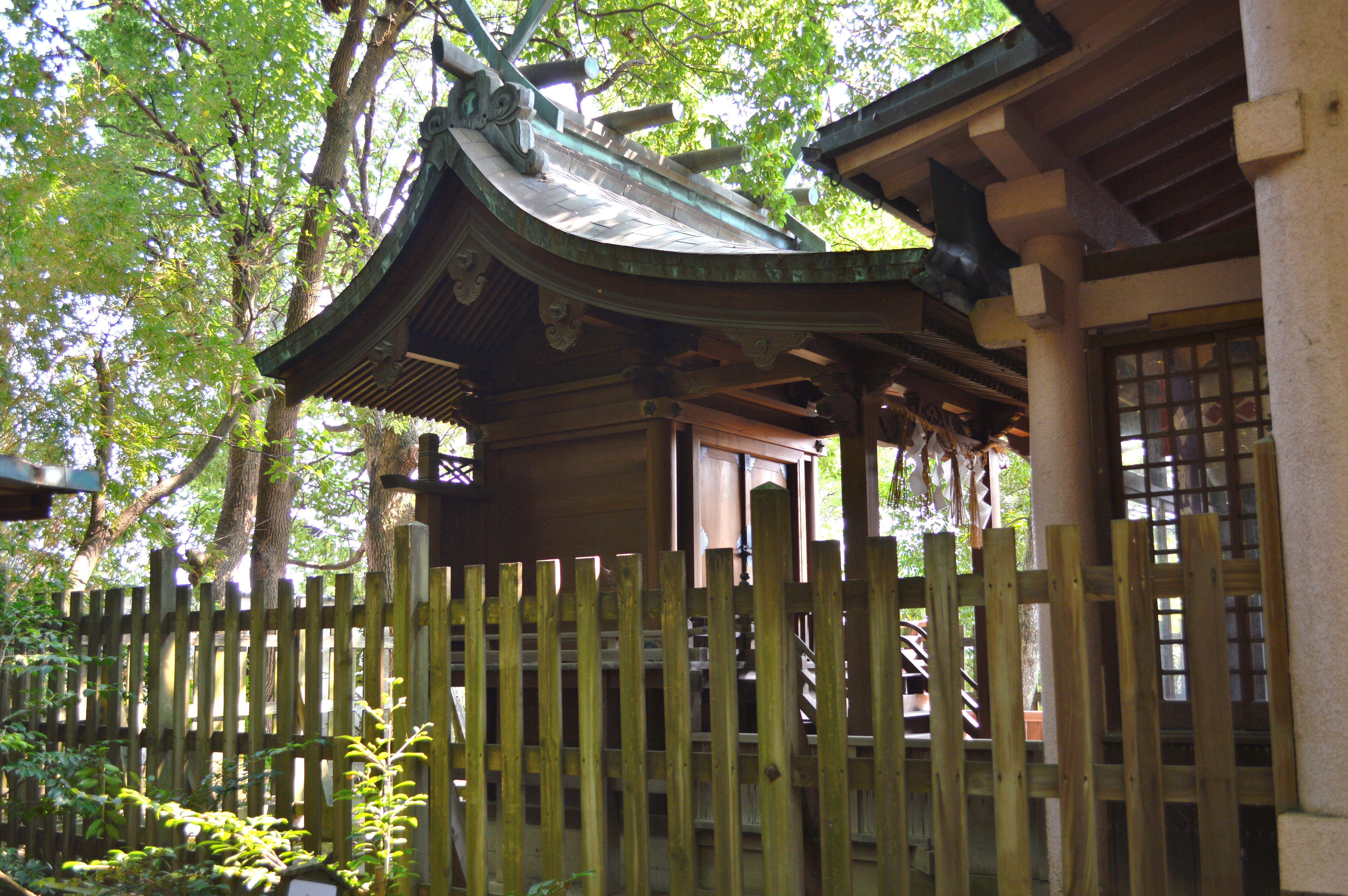
本殿
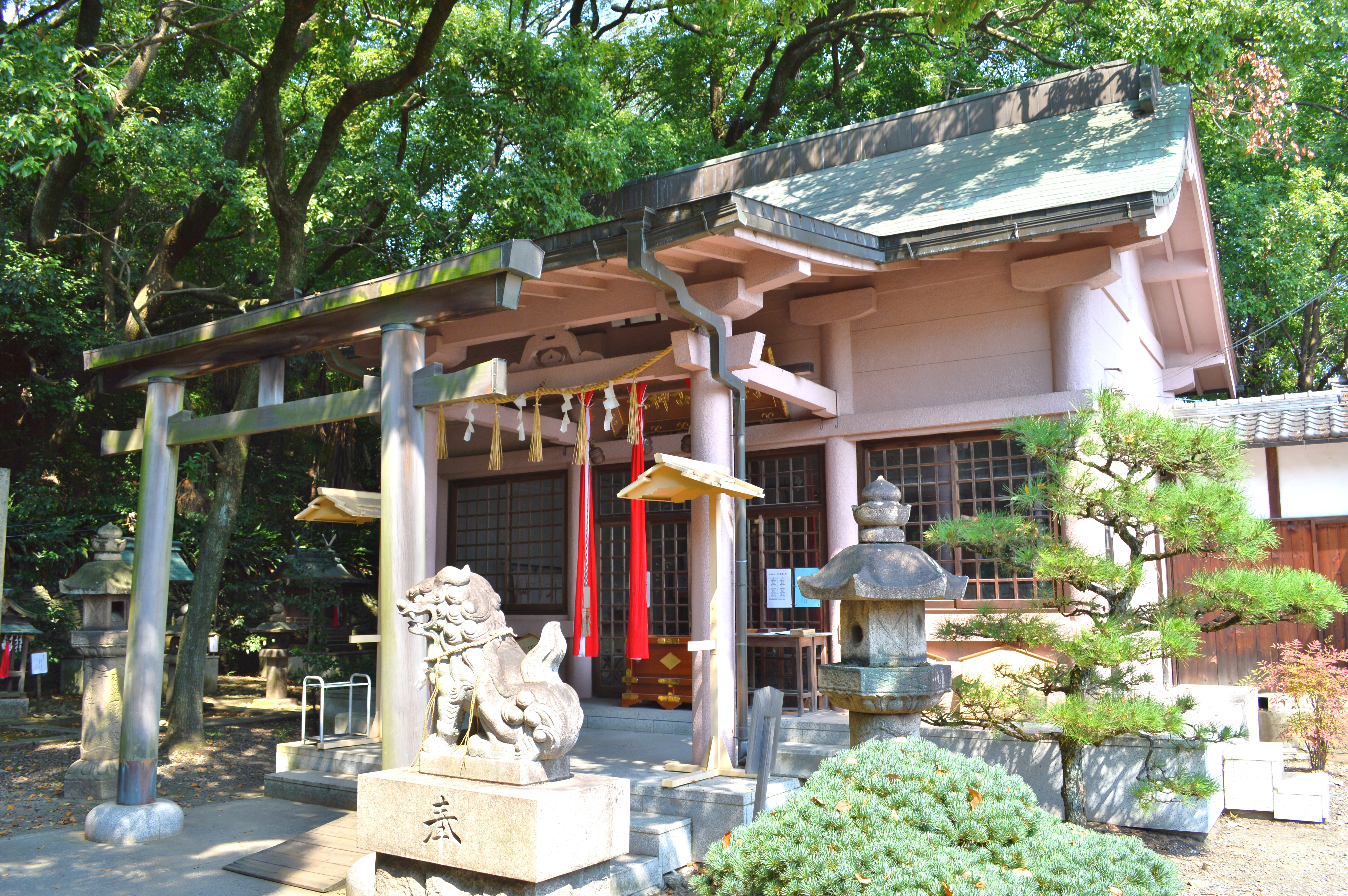
拝殿

### 岡の里古墳
境内南西側の山の斜面にある古墳で、昭和7年（1932年）1月に発見された。出土した土器の形状から6世紀頃と推測されており、刺田比古神社や大伴氏との関係が指摘される。なお、古墳は現在落砂によって埋没している。発見された古墳は1基のみであるが、古墳群の形式を取っている場合には未発見の古墳がある可能性がある。

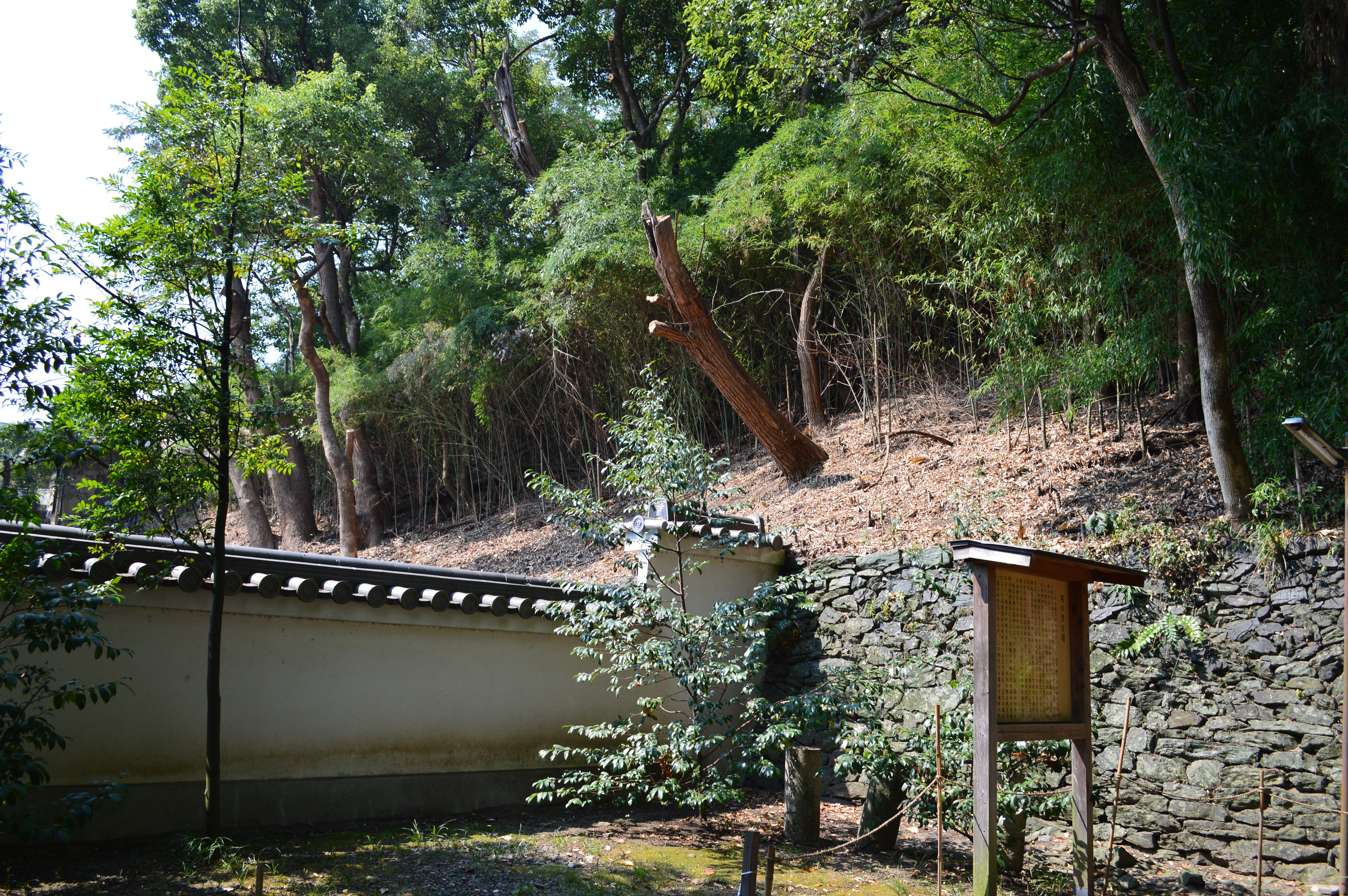
岡の里古墳の位置

## 摂末社

### 摂社

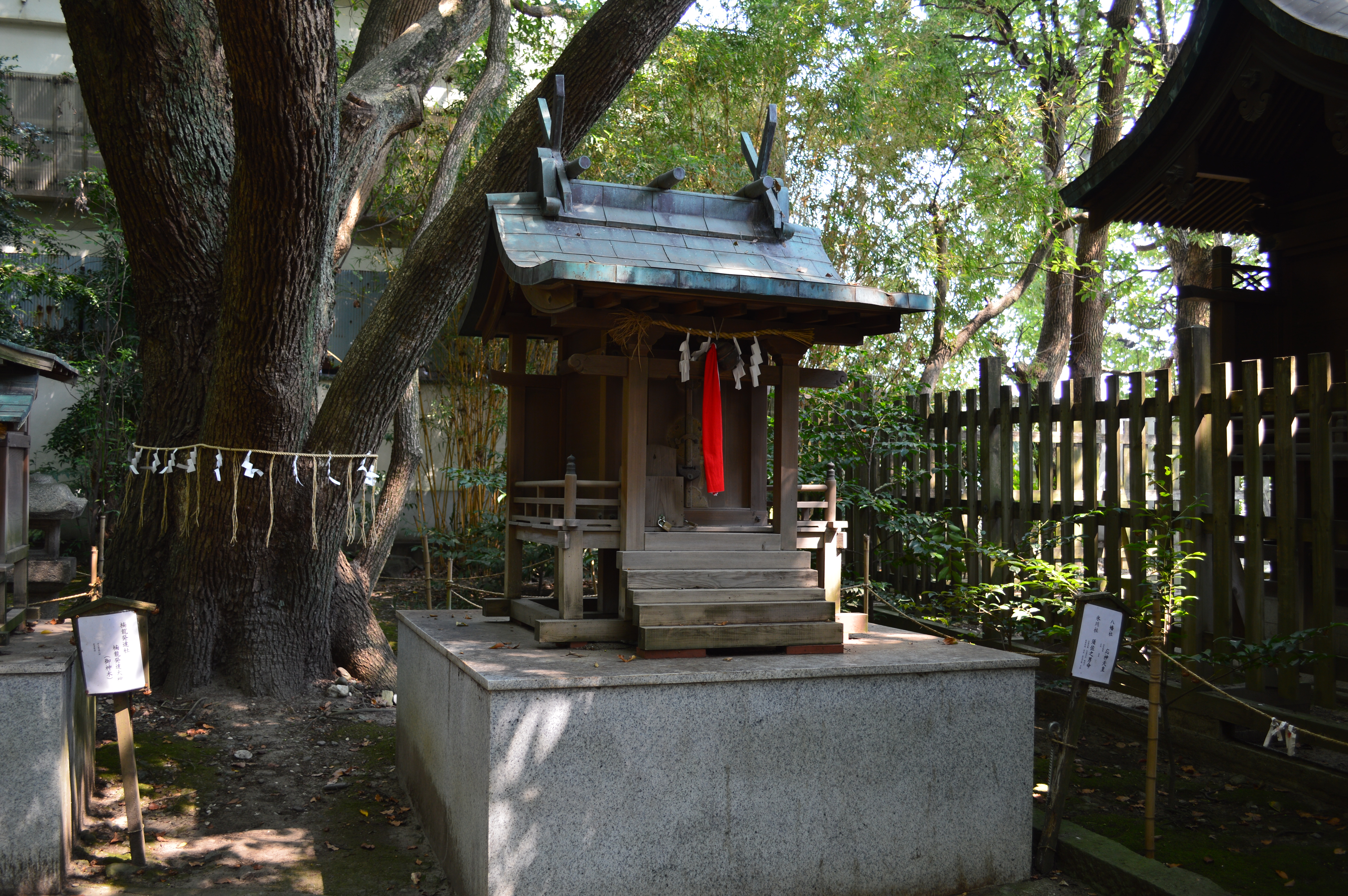
八幡社・氷川社

- 八幡社 - 祭神：応神天皇[16]
- 氷川社 - 祭神：須佐之男命

### 末社
- 稲荷社 - 祭神：宇賀魂命
- 金毘羅社 - 祭神：大物主命
- 宇須売社 - 祭神：宇須売命
- 稲荷社 - 祭神：宇賀魂命
- 小林稲荷社 - 祭神：宇賀魂命
- 弁財天社 - 祭神：市杵島姫命
- 春日社 - 祭神：健甕槌命、伊波比主命、天児屋根命、比売神
- 天満社 - 祭神：菅原道真公
- 祓戸社 - 祭神：瀬織津姫命、速秋津姫命、伊吹戸主命、速佐須良姫命
- 楠龍発達社 - 祭神：楠龍発達大神
- 大黒社 - 祭神：大己貴命
- 神馬 - 祭神：有徳公（徳川吉宗）御愛馬

## 文化財

### 焼失した文化財
- 太刀 銘光世
享保6年（1721年）に徳川吉宗が寄進したとされる太刀。光世は鎌倉時代末期の筑後国三池の刀工である。拵は糸巻太刀拵で、総金具は赤銅魚子地金色絵割菱紋、鞘は金梨子地割菱紋蒔絵、柄並びに渡巻は茶地金欄包み花色糸巻。太刀箱は黒蝋色塗り、開き蓋で錠前付きであったという[18]。大正13年（1924年）に当時の古社寺保存法に基づき旧国宝（現行法の重要文化財に相当）に指定されていたが、昭和20年（1945年）7月9日の和歌山大空襲の際に焼失した。

## 現地情報
所在地
- 和歌山県和歌山市片岡町2丁目9

交通アクセス
- 西日本旅客鉄道（JR西日本）和歌山駅またはJR西日本・南海電鉄和歌山市駅から
  - 和歌山バスで「岡山町」バス停下車 （下車後徒歩約5分）
  - 和歌山バスで「県庁前」バス停下車 （下車後徒歩約7分）

## 参考資料
- 神社由緒書
- 式内社研究会編『式内社調査報告』皇學館大學出版部、1977-86年
- 鎌田純一編『甲斐国一之宮 浅間神社誌』浅間神社、1979年3月10日
- 野崎左文『日本名勝地誌第八編 南海道之部』博文館、1898年
- 清水吉康『大日本名所図録 和歌山県之巻』大成館、1904年
- 和歌山市役所編集発行『和歌山史要増補版』和歌山市役所、1915年
- 『日本歴史地名大系 和歌山県の地名』（平凡社）和歌山市 刺田比古神社項
- 丸山顕徳「刺田比古神社」（谷川健一 編『日本の神々 -神社と聖地- 6 伊勢・志摩・伊賀・紀伊』（白水社））
- 宝賀寿男『大伴氏―列島原住民の流れを汲む名流武門 (古代氏族の研究)』青垣出版、2013年